# Alan Fitzgerald
Francis Alan Fitzgerald (16 luglio 1949) è un bassista e tastierista statunitense.
Ha suonato il basso nelle band Montrose e Gamma, entrambe guidate dal chitarrista Ronnie Montrose. Ha inoltre suonato le tastiere nei primi album solisti di Sammy Hagar. Negli anni ottanta ha raggiunto il successo come tastierista dei Night Ranger. Ha collaborato come tastierista anche in alcuni tour dei Van Halen.

## Discografia

### Con i Montrose
- 1974 - Paper Money
- 1975 - Warner Brothers Presents... Montrose!

### Con Sammy Hagar
- 1976 - Nine on a Ten Scale
- 1977 - Sammy Hagar
- 1977 - Musical Chairs

### Con Ronnie Montrose
- 1978 - Open Fire

### Con i Gamma
- 1979 - Gamma 1

### Con i Night Ranger
- 1982 - Dawn Patrol
- 1983 - Midnight Madness
- 1985 - 7 Wishes
- 1987 - Big Life
- 1997 - Neverland
- 1998 - Seven